# Association sportive Baume-les-Dames
Pour la section féminine, voir Association sportive Baume-les-Dames (féminines).
Maillots
L'Association sportive Baume-les-Dames est un club de football français basé à Baume-les-Dames et fondé sous le nom d'Union sportive Baume-les-Dames. 
Le club a évolué onze saisons en troisième Division entre 1971 à 1993.

## Histoire

### Débuts du club (1932-1970)
Le club est fondé en 1932. Il joue en championnat de district jusqu'au milieu des années 1960. Arrive alors comme l'entraineur Pierre Ninot avec comme présidents Léon Weitstein et Gilbert Coquard, surnommé le chef. 
Lors de la saison 1969-1970, le club est promu en division 3 pour la première fois de son histoire.

### Des belles années (1970-1993)
Pour leur première saison en 3e division française, le club termine à la seconde place à un point seulement d'une montée en division 2. La saison suivante, le club termine à la 10e place du championnat puis évite de peu la relégation avec une 12e place la saison d'après et seulement deux points d'avance sur la zone rouge. Mais le club se reprend lors de la saison 1973-1974 avec une dixième place puis une 5e place la saison suivante. En 1975-1976, lors de sa sixième saison consécutive en D3, le club termine à la 14e place est se retrouve relégué mais le club ne reste qu'une saison à l’échelon inférieur avant de retrouver de nouveau la D3. Tout se passe vite puisque le club ne reste qu'une saison en D3 avant de redescendre.
Le club végète en quatrième division de 1978 à 1989 avant de retrouver la D3 lors de la saison 1989-1990. Après trois saisons, le club termine à la dernière place en 1993 et se retrouve relégué.

## Personnalités
- Jacques Crevoisier, entraîneur puis joueur dans les années 1970-1980.
- Claude Marthey : surnommé l'ours ou le loup blanc, il était entraîneur entre 1988 et 1992.